# 雙向轉發偵測
雙向轉發偵測（英語：Bidirectional Forwarding Detection，縮寫為 BFD）是一個用于侦测两个轉送引擎之间数据链路錯誤的網路協議。BFD可做到全程路徑的偵測，不管中間經過多少交換器。它为不支援任何錯誤偵測類型的實體媒介（如：乙太網路、虛電路（Virtual Circuits）、穿隧協議 （Tunnel）和MPLS LSP）提供一种低成本的偵測錯誤事件的能力。

## 運作原理
BFD在某個鏈結的兩個端點建立了一個會話，如果超過一個連線存在於兩個系統，多重BFD會話也能建立以監視其中的每一個連線。會話使用三向交握（three-way handshake）的方式建立和拆除。会话的建立支持鉴权，鉴权方式可以为较简易的密碼方式，或MD5、SHA1安全驗證。
BFD不俱備对端發現的機制，必须在通信双方设置对端的信息。BFD可以被多种不同的底層傳輸機制所承载，因此BFD需要能够被各种传输层封包传输。例如，当其传输层为MPLS，监控MPLS的LSP时，BFD会话的建立要通过LSP-Ping封包捎帶（piggybacking）。支持鄰接关系建立的通訊協定，如OSPF和IS-IS，也可用於建立BFD會話；而這些通訊协议可以使用BFD的鏈接失敗通知来更快捷地确认链路故障（它们自身也有定时保活机制）。

### 链路状态确认机制
会话有以下2种模式：非同步模式（asynchronous mode）和按需模式（demand mode）。
在非同步模式中，兩端周期性地发送Hello封包。如果无响应次数超过一定限度，會話即判定为中斷。
在按需模式中，在會話建立後不需要交換Hello封包。它假設链路的两端有其他的方法来驗證彼此之間的可达性。不过任意一端仍可按照自己的需要发送Hello封包。
無論使用哪種模式，兩個端點也可以使用Echo功能：當此功能被開啟時，一端發送Echo封包流，另一端則透過轉發面寄送回寄送者，从而測試对端系統的傳送路徑。

## 實際應用

### 产品功能
网络设备供应商Cisco和Juniper的路由器產品都支援BFD。以Cisco的路由器为例，依設備等級不同，BFD可支援的路由協定有所差異：EIGRP、OSPF、IS-IS、BGP和MPLS TE。

### 组网应用
由於BFD能快速的切換網路備援，因此非常適用在大型網路的骨幹網路，如學術骨幹網路或是Tier1/Tier2的網際網路服務供應商（ISP）骨幹網路。
下一代网络（Next Generation Network）的Layer 1傳輸設備大量採用同步光网络（SONET）設備，在Layer 2/3的網路設備也漸漸開始會採用乙太網路介面來當骨幹網路設備，但乙太網路無法像傳統的Packet over SONET/SDH或是Serial T1/E1/T3專線可直接快速偵測斷線狀態，此時就可以利用BFD協助快速偵測網路是否有斷線狀況。

## 標準化
BFD通訊協議在2010年6月標準化，定义于RFC 5880。标准中定义了偵測MPLS LSP錯誤、監視多端網路跳躍（Hop）的連線、与OSPF和IS-IS共用的机制。而其对IPv4和IPv6的支持定义于RFC 5881。

## 外部連結
- IETF BFD Working Group
- BFD presentation by Juniper Networks （页面存档备份，存于）
- RFC 5880
- BFD white paper from IP Infusion
- NetworkWorld article: Reducing Link Failure Detection Time with BFD （页面存档备份，存于）